# Doliops johnvictori
Doliops johnvictori es una especie de escarabajo del género Doliops, familia Cerambycidae. Fue descrita científicamente por Vives en 2009.
Habita en Filipinas. Los machos y las hembras miden aproximadamente 14 mm. El período de vuelo de esta especie ocurre en los meses de marzo, abril, mayo, julio, agosto y octubre.